# 1933 v loďstvech
Tento článek obsahuje významné události v oblasti loďstev v roce 1933.

## Události
- 9. března – USS San Francisco (CA-38) spuštěno na vodu
- 1. dubna – Admiral Scheer spuštěn na vodu
- 10. května – panenská plavba SS Washington
- 25. května – Japonsko vystoupilo ze Společnosti národů a oznámilo, že se již necítí vázáno restrikcemi washingtonské a londýnské námořní konference[1]
- 6. července – zahájení stavby Eugenio di Savoia
- 3. srpna – objednán USS Yorktown (CV-5)
- 6. září – USS Minneapolis (CA-36) spuštěn na vodu
- 16. září – zahájení stavby Hr. Ms. De Ruyter
- 21. září – zahájení stavby Georges Leygues
- 13. listopadu – zahájení stavby Gloire
- 15. listopadu – zahájení stavby Montcalm
- 16. prosince – USS Astoria (CA-34) spuštěna na vodu

- Japonské Spojené loďstvo obnoveno jako stálá složka císařského námořnictva
- Zahájení stavby Marseillaise
- Zahájení stavby Giuseppe Garibaldi
- Zahájení stavby Luigi di Savoia Duca degli Abruzzi
- Druhý pětiletý plán na rozvoj sovětského námořnictva
- US Navy objednalo první čtyři lodě třídy Brooklyn

## Lodě vstoupivší do služby
- 1933  D`Entrecasteaux, Rigault de Genouilly a Amiral Charner – avíza třídy Bougainville

- 24. března –  HMNZS Leander – lehký křižník třídy Leander

- 1. dubna –  Deutschland – první kapesní bitevní loď třídy Deutschland

- 9. května –  Rjúdžó – letadlová loď, jediná ve své třídě

- 26. červenec –  Gorch Fock – školní plachetnice

- 6. října –  HMS Achilles – lehký křižník třídy Leander

- 23. listopadu –  Fiume – těžký křižník třídy Zara

- ??? –  L3 – sovětská ponorka třídy Leninec